# Shadow of the Beast
Shadow of the Beast ist ein Computerspiel, das von Reflections Interactive entwickelt wurde. Das Action-Adventure wurde 1989 erstmals vom Publisher Psygnosis für den Heimcomputer Commodore Amiga veröffentlicht. Später erschien es für eine Vielzahl anderer Plattformen, so existieren auch Umsetzungen für Konsolen wie Sega Mega Drive, Super NES, Atari Lynx, Sega Master System, PC Engine und das in Europa relativ unbekannte FM Towns.

## Handlung
Der Spieler steuert die Hauptfigur Aarbron, welche die Verwandlung vom Monster zum Menschen erfährt.

## Spielprinzip und Technik
Shadow of the Beast ist ein Hybrid aus Actionspiel und Jump'n'Run. Das Spielgeschehen wird zweidimensional von der Seite gezeigt (Sidescroller). Der Spieler steuert Aarbron mittels Joystick oder Gamepad durch die horizontal, gelegentlich auch vertikal scrollende Spiellandschaft; im Hintergrund befindliche Elemente der Spielgrafik werden dabei durch Parallaxscrolling langsamer bewegt und erzeugen so einen Eindruck räumlicher Tiefe, obwohl es sich tatsächlich nur um übereinandergelegte, zweidimensionale Grafiken handelt. Aarbron kann Gegnern durch Laufen und Springen ausweichen oder sie durch Faustschläge bekämpfen.

## Produktionsnotizen
Die atmosphärische Musik wurde von David Whittaker komponiert, er benutzte dafür Samples echter Instrumente. Zwei Nachfolger, Shadow of the Beast II und Shadow of the Beast III, erschienen in den Jahren 1990 und 1992. 2016 erschien ein mit Hilfe der Unreal Engine 4 erstelltes Remake des Spiels für die PlayStation 4, entwickelt vom britischen Studio Heavy Spectrum Entertainment Labs und veröffentlicht durch Sony Interactive Entertainment. Als Gimmick enthält das Remake die ursprüngliche Amiga-Version als freischaltbares Extra.

## Rezeption
Grafik und Sound von Shadow of the Beast und seinen Nachfolgern waren für damalige Verhältnisse beeindruckend, weshalb die Spiele von Rezensenten häufig mit Auszeichnungen bedacht wurden.
- Review zu Shadow of the Beast (Memento vom 5. Februar 2005 im Internet Archive)
- Review zu Shadow of the Beast II (Memento vom 5. Februar 2005 im Internet Archive)
- Review zu Shadow of the Beast III (Memento vom 5. Februar 2005 im Internet Archive)